# Eva Goës
Pour les articles homonymes, voir Goes (homonymie).
Eva Goës, née le 4 juillet 1947 à Umeå, est une femme politique suédoise. Elle est co-porte-parole du Parti de l'environnement Les Verts de 1986 à 1988.